# سفارة تركيا في كندا
سفارة تركيا في كندا هي أرفع تمثيل دبلوماسي لدولة تركيا لدى كندا. تقع السفارة في أوتاوا وهي تهدف لتعزيز المصالح التركية في كندا.

## وصلات خارجية
- قائمة سفارات تركيا
- قائمة السفارات في كندا